# 比拉德卡瓦尔斯
比拉德卡瓦尔斯，是西班牙加泰罗尼亚巴塞罗那省的一个市镇。总面积20平方公里，总人口7397人（2013年），人口密度368人/平方公里。